# Ceropegia sinoerecta
Ceropegia sinoerecta là một loài thực vật có hoa trong họ La bố ma. Loài này được M.G.Gilbert & P.T.Li mô tả khoa học đầu tiên năm 1995.